# Мілош Земан
Мілош Земан (чеськ. Miloš Zeman; нар. 28 вересня 1944, Колін, Чехословаччина, Протекторат Богемії та Моравії) — чеський державний діяч, політик. Президент Чехії з 8 березня 2013 до 8 березня 2023 року.
Прем'єр-міністр Чехії (1998—2002), кандидат на президентських виборах 2003 року, у 2009—2010 роках, голова Партії громадянських прав — Земановці, 26 січня 2013 обраний президентом Чеської Республіки. 2017—2018 року — кандидат на президентських виборах (вийшов до другого туру разом з Їржі Драгошем). 27 січня 2018 року переобраний на другий термін.
Відомий своїми лівими та проросійськими висловлюваннями в минулому. Зокрема, підтримував тимчасову російську окупацію Криму і війну на Донбасі. При цьому, після початку російського вторгнення в Україну 2022 року він підтримав Україну, одним із перших зайняв жорстку позицію проти Росії та закликав до рішучих дій.

## Життєпис
Народився 28 вересня 1944 року в сім'ї поштового урядовця і вчительки. Батьки розлучилися незабаром після народження сина. Мілош ріс із матір'ю.
Народився на території окупованої Чехословаччини, частина території якої була анексована Третім Рейхом та Угорське королівство, а на решті створені маріонеткові держави — Словацька Республіка та Протекторат Богемії та Моравії.
Навчався в Коліні: перші 9 років — у початковій, а з 1959 до 1963 роки — у середній економічній школах. Через реферат про Масарика Земану заборонили продовжувати освіту у ВНЗ. З 1963 до 1967 р. працював у бухгалтерії державного підприємства.
1965 року отримав дозвіл на навчання й почав заочно навчатися в празькій Вищій школі економічного планування. З 1967 року перейшов на денну форму навчання. 1969 року захистив диплом з відзнакою «Футурологія і майбутнє». У 1969—1970 роках — викладач ВШЕ.
1968 року вступив у КПЧ, а 1970 року був з неї виключений за незгоду з уведенням військ СРСР і початком так званої «нормалізації».
1971—1984 — співробітник компаній «Noctua», «Technosport», «Sportpropag». У 1985—1989 роках займався дослідницькою роботою. У 1990—1992 роках — співробітник Інституту прогнозування Академії наук Чехословаччини. У 1990—1992 роках — депутат парламенту.
З лютого 1993 до 7 квітня 2001 року — голова ЧСДП. У 1996—1998 — голова Палати депутатів чеського парламенту. 17 липня 1998 року — 15 липня 2002 року — голова уряду Чехії.
Після невдало проведених виборів до Сенату й обласних виборів добровільно залишив усі керівні пости. 2003 року балотувався на пост президента Чехії, але через розбіжності у власній партії програв вибори Вацлаву Клаусу. 2007 року покинув лави Соціал-демократичної партії через конфлікт з новим керівництвом партії.
Одружений вдруге. Від другої дружини має доньку Катержіну, від першої — сина Давида. Земан є атеїстом. Вільно володіє англійською і російською мовами.

### Хвороба (2021)
У жовтні 2021 року потрапив до Центрального військового госпіталю в Празі з печінковою енцефалопатією, після чого принаймні деякий час не зміг виконувати обов'язки президента. Поліція Чехії відкрила справу, підозрюючи оточення Земана у ненаданні своєчасної медичної допомоги в замку в Ланах, де він перебував до госпіталізації. Також поліція почала розслідування щодо можливої підробки підпису Земана на рішенні про скликання Палати депутатів.
5 листопада Земана перевели до реабілітаційного відділення після того, як чеські сенатори почали розгляд щодо непридатності Земана до виконання обов'язків. Того ж дня у Земана виявили цироз, йому встановили зонд для годування. 25 листопада, після 46 днів госпіталізації, Земана виписали з лікарні. Але після тестів, що виявили коронавірус, Земана за кілька годин повторно госпіталізували.

### Президентство
На президентських виборах у січні 2013 року, перших прямих президентських виборах в історії Чехії, у першому турі посів перше місце, отримавши 24,21 % голосів. Пройшов у другий тур разом із Карелом Шварценбергом і переміг у ньому, набравши 54,8 % голосів. Президент Чехії з 8 березня 2013 року. 27 січня 2018 року виграв наступні президентські вибори, отримавши на 3 % більше за опонента Їржі Драгоша.

### Популярність
Відомий різкими коментарями щодо політичних діячів, як чеських, так і світових, як-от Йорга Гайдера і Ясіра Арафата, а також щодо різних народів і субетносів.
Навесні 1999 під час переговорів з канцлером Німеччини Герхардом Шредером назвав декрети Бенеша «згаслими». У лютому 2002 року канцлер Австрії Вольфганг Шюссель заявив, що декрети Бенеша є «мертвими», і закликав обидві держави прийняти про це нову спільну декларацію, однак голова палати депутатів (майбутній президент Чехії) Вацлав Клаус назвав цю вимогу нереальною, пославшись на раніше підписану декларацію про засудження дій депортації. Земан назвав судетських німців «зрадниками батьківщини» і «гітлерівським легіоном», що засудили міністр закордонних справ Німеччини Йошка Фішер, міністр-президент Баварії Едмунд Штойбер.
Виступав за скасування в'їзних віз для громадян Росії, а також проти вступу України до НАТО.
Один із небагатьох європейських лідерів, які прийняли запрошення на «Парад перемоги» 2015 р. Сам стверджує, що він не був на параді, а планував вшанувати пам'ять загиблих радянських людей.

### Нагороди
- За посадою Президента Чехії 7 березня 2013 року став володарем Великого хреста ордена Білого лева і Великого хреста ордена Томаша Ґарріґа Масарика.
- Кавалер Великого хреста спеціального класу ордена «За заслуги перед Федеративною Республікою Німеччина» (2014).

## Ставлення до України та Росії

### Підтримка Росії (до 24.02.2022)
На виступі перед студентами університету в Градець-Кралове заявив: «Україні потрібно мати сильного лідера, у жодному разі не одного з тих гангстерів, які досі були при владі, нехай навіть це була б жінка з ангельською посмішкою і хорошою косою».
На тлі російської анексії Криму й підтримки озброєних сепаратистів на сході України Росією, за інформацією різних інформагенцій, надавав суперечливі коментарі — від закликів прямої військової допомоги Україні до різкої критики будь-яких санкцій ЄС щодо Росії:
- 1 березня 2014 року Земан заявив[26]:|  | Хоча я повністю розумію інтереси більшості російськомовного населення в Криму, що був включений до України за абсурдним рішенням, прийнятим Микитою Хрущовим у 1954 році, я вважаю, що будь-яка військова інтервенція створює глибокий рів, який не може бути подоланий за життя цілого покоління, у нас самих є досвід військової інтервенції 1968 року. |
- 6 квітня 2014 року на чеському державному радіо сказав[27]:|  | У той момент, коли Росія вирішить продовжувати свою територіальну експансію на схід України, веселощі припиняться, тому що почнеться ланцюгова реакція. Я виступаю не тільки за найжорсткіші санкції з боку Європейського Союзу, але навіть до готовності Північноатлантичного Альянсу ввести війська НАТО на українські території. |

На вебсайті чеського Радіо Прага дослівно наводиться:
|  | Стало ясно, що Україна втратила Крим на користь Росії і Західні держави мають з цим змиритися, але будь-які російські спроби розширити експансію до Східної України можуть бути надзвичайно небезпечними і заслуговують на жорсткі санкції з боку ЄС, навіть до військової присутності НАТО в Україні. |

Російська телекомпанія RT та інші російські ЗМІ трактують цей вислів Земана як необхідність визнання ЄС Криму частиною Росії.
- 20 червня 2014 року, російська агенція ТАРС опублікувала деякі фрагменти свого інтерв'ю із Земаном, де зокрема наводяться його вислови[30][31]: |  | Я не бачу ніяких причин, навіщо потрібно ізолювати Російську Федерацію від Євросоюзу, навіщо говорити про санкції, про блокаду, про ембарго... Нам потрібна енергія, вам - трамваї, тролейбуси, автобуси... Необхідно усунути візи, наприклад, з Росією. Навіщо займатися такою бюрократією, яка пов'язана саме з візами? |
- 17 листопада 2014 року,, під час урочистостей з нагоди 25-річчя «оксамитової революції» його та 4-х президентів-гостей, у тому числі Йоахіма Гаука, протестувальники з вигуками щодо його відставки закидали яйцями, помідорами та бутербродами за публічну лайку та проросійську політику.[32][33][34]. Також цього дня кілька сотень активістів з червоними картками вимагали від Земана піти у відставку, скандуючи гасло «Мілоша у смітник»[35]. А вже 19 листопада близько 100 осіб зібрались під президентською резиденцію з червоними картками, висловлюючи свою незгоду з його проросійською політикою та висловлюваннями, а також почали збір підписів під петицією щодо відставки Земана[36]. Разом з тим, за даними опитувань, близько 70 % населення Чехії не підтримує проросійські висловлювання Земана щодо України[37].

У квітні 2015 року в інтерв'ю російській редакції «Радіо Прага» Мілош Земан заявив, що плекає мрію про майбутню інтеграцію економік Росії та ЄС:
|  | У мене є мрія. У довгостроковому майбутньому Російська Федерація буде членом Євросоюзу. Якщо вам не подобається, думайте, що Євросоюз вступає в Російську Федерацію. Але результат буде той же самий |

У березні 2020 року, Земан заявив про те, що вважає санкції недієвим важелем впливу, і запропонував зняти санкції проти РФ.
6 лютого 2022 року, Мілош Земан виступив проти направлення військовослужбовців НАТО в Україну, оскільки вона не входить до Альянсу, — про це він заявив в інтерв'ю телеканалу CNN Prima news. Він також заявив, що Україна не є частиною НАТО, тому направлення військовослужбовців туди вважає недоцільним. Земан також зазначив, що зараз він вважає нинішню напруженість словесною війною з обох сторін і хотів би, щоб вона залишалася такою.

### Підтримка України (з 24.02.2022)
Мілош Земан став одним із перших європейських лідерів, які виступили з різким засудженням російського нападу та закликом до рішучих дій. Зокрема, він закликав «ізолювати безумців» та відключити Російську Федерацію від SWIFT.
У березні 2022 року президент Чехії ухвалив рішення нагородити Володимира Зеленського найвищою чеською державною нагородою — орденом Білого Лева. Він зазначив, що прагнув таким чином відзначити відвагу українського президента при обороні Києва перед російською агресією, попри пропозиції союзників щодо евакуації з Києва.
1 травня 2022 в інтерв'ю CNN Prima News він заявив, що відчуває свою відповідальність за колишню підтримку Росії, бо вона була «заснована на раціональних міркуваннях». Він висміяв російську армію: «Президент Росії Володимир Путін піддався ілюзіям, що Росія всемогутня і, зокрема, що російська армія є другою за потужністю армією світу. Сьогодні це виглядає смішно… Виявляється, що російська армія набагато слабша, ніж думали всі експерти». В тому ж інтерв'ю Земан заявив, що Чехія відкрита для приймання українських біженців та пояснив, що ситуація з ними принципово відрізняється від біженців із арабських країн, від яких Чехія завжди дистанціювалась.
11 травня 2022 речник президента Іржі Овчачек повідомив, що Мілош Земан схвалив вступ 103 чеських добровольців у склад Збройних сил України. До цього, 4 березня, прем'єр-міністр Чехії заявив, що на зустрічі з президентом було вирішено, що Чехія не каратиме добровольців, які воюватимуть за Україну. Однак після цього, 24 травня, стало відомо про 11 випадків відмови охочим брати участь у війні.
26 травня 2022 заявив, що сподівається, що війна завершиться перемогою України, а не «гнилим компромісом». Також високо оцінив той факт, що Швейцарія, попри свій нейтральний статус, рішуче підтримала санкції ЄС проти Росії.